# Hamida Barmaki
Hamida Barmaki, née le 4 janvier 1970 et morte le 28 janvier 2011 était une professeur de droit afghane et une militante de droits de l'homme de grande renommée. Elle a été tuée lors d’un attentat suicide avec sa famille tout entière. 

## Carrière professionnelle
Hamida Barmaki est née le 4 janvier 1970 à Kaboul. Après ses études secondaires au lycée Ariana à Kaboul (1977-1987), elle a étudié le droit à la Faculté de droit et des sciences politiques à l’université de Kaboul. Grâce à ses excellents résultats elle a été une des premières femmes en Afghanistan à intégrer le département judiciaire. Afin de perfectionner sa pratique de la loi elle a participé, après ses études supérieures, à la formation de la Cour suprême de 1990 à 1991 avant de retourner à l’université de Kaboul en tant professeur de droit (1992-2011). 
En tant que professeur diplômée elle s’est essentiellement intéressée aux problèmes fondamentaux du droit civil. Hamida Barmaki fait partie de ces rares intellectuels afghans qui s’est particulièrement penchée sur les lois d’origine à la fois islamique et romano-germaine qui constituent la base du système juridique hybride de l’Afghanistan. Ses travaux écrits incluent des articles de journaux et des livres en langue dari ainsi qu’une thèse sur « l’Interprétation des statuts » (Université de Kaboul, 2002) et une thèse de Master en langue anglaise (université de Bologne, non publiée, 2004). Son dernier travail écrit, un gros volume sur la loi de l’obligation, est en train d’être complété par des amis universitaires. Son objectif à travers ses écrits était de cerner entièrement la complexité du système juridique afghan. À cette fin, elle a non seulement fait appel aux méthodes traditionnelles du droit islamique et laïque, mais elle s’est également appuyée sur l’outil de l’analyse juridique comparative afin de trouver des solutions aux problèmes juridiques à partir des autres systèmes juridiques. Elle a étudié la littérature nécessaire en langue persane, anglaise et arabe. À l’université ses étudiants et collègues l’admiraient pour son esprit d’analyse et sa patience et bienveillance envers toute personne. 
À son diplôme obtenu à sa propre université s’ajoute un diplôme de master en développement, innovation et transformation (MiDIC) obtenu à l'université de Bologne. En décembre 2010 l’Institut Max Planck pour le droit privé comparé et international (Hambourg, Allemagne) lui a attribué une bourse doctorale. 
Le tout premier programme LL.M. à venir à l’Université de Kaboul est considéré comme étant l’héritage le plus important de Hamida Barmaki à La Faculté de droit où elle enseignait depuis 1992. À ses yeux, ce programme était l’unique occasion de constituer une élite d’excellents juristes à l’intérieur du pays si bien qu’elle a convaincu tous les acteurs indispensables afin qu’ils puissent conjuguer leurs efforts pour sa réalisation.

## Œuvres politiques
En plus de son parcours professionnel, Hamida Barmaki a lutté pour les droits de l’homme dès son jeune âge. Déjà en tant qu’une jeune présentatrice à RTA TV (1985-1987) elle s’est intéressée aux droits de la femme. En pleine guerre civile, elle a écrit un essai sur « Le Rôle des Femmes dans la reconstruction Sociale de l’Afghanistan » (livret Afghanistan-i-Fardah, 1993). Depuis elle a allié ses travaux universitaires avec une lutte politique non-violente et inlassable pour les droits des plus vulnérables de la société afghane. Après la chute du régime Taliban elle a pu travailler dans le service public et a tout de suite été nommée à des postes importants. Entre autres, elle a œuvré en tant que membre du Conseil des femmes de l’Université de Kaboul et en tant que représentante dans l’Emergency Loya Jirga (2002) et le Peace Jirga (2009). Elle a créé sa propre organisation des droits de l’homme « Khorasan Legal Service Organisation » en 2009. KLSO visait principalement à susciter la prise de conscience des citoyens de leurs droits et d’apporter une assistance juridique gratuite aux femmes et d’autres groupes marginalisés. Dans la même année son nom était mentionné par le palais présidentiel pour le poste de ministre des Affaires féminines. 
De mars 2008 jusqu’à son décès, Hamida Barmaki a œuvré comme une représentante de MPIL (Max Planck Institute for Comparative Public Law and International Law), un institut de recherche basé à Heidelberg (Allemagne) avec des activités intenses contribuant aux institutions judiciaires et universitaires en Afghanistan. Ensemble avec une équipe de chercheurs germano-afghans, elle n’a cessé d’initier et de mettre en œuvre des projets en vue de la consolidation des institutions judiciaires de son pays, notamment la Cour Suprême afghane, favorisant ainsi une culture universitaire dans les sciences légales à l’échelle internationale et améliorant la législation existante. 
D’autres postes clés assumés, incluent ceux de coordonnatrice de projets de IIPEC (Institut international pour les études comparées), de directrice du Département de droit et de sciences politiques du Centre national de recherche politique de l’Université de Kaboul (2006-2008), de conseillère juridique de l’AREU (Afghanistan Research and Evaluation Unit), de directrice du Programme de la prise de conscience des femmes des droits islamiques de The Asia Foundation (2004), de chef de projet du Conseil des femmes juristes afghanes, de membre de la Commission Gender and Law (Fonds de développement des Nations unies pour la femme (UNIFEM)) (2003-2004) et de doyenne de la Faculté des sciences juridiques et politiques (2002).

## Membre de la Commission afghane indépendante des droits de l'Homme (AIHRC)
En 2009 Hamida était nommée Membre de la commission des droits des enfants de AIHRC (Afghan Independent Human Rights Commission) tout en gardant ses responsabilités avec l'Institut Max Planck. Avec ce nouveau poste elle s’est fait une réputation non seulement sur le plan national mais sur le plan international. Hamida Barmaki se préoccupait particulièrement de la vulnérabilité des enfants dans un Afghanistan déchiré par la guerre, se déplaçant dans plusieurs provinces pour se concerter avec le personnel de AIHRC et enquêter des cas, commissionnant la recherche et critiquant ouvertement le gouvernement. Cela a donné lieu à une étude sur les mauvais traitements infligés à un nombre croissant d’enfants. Immédiatement après sa publication, Hamida Barmaki a lancé le premier séminaire commun MPIL-AIHRC sur les droits des femmes et des enfants dans une région de l’Afghanistan. Ses efforts de mettre un terme au recrutement des enfants par la force de police afghane et à l’emploi des garçons servant d’esclaves sexuels aux militaires officiers commençaient à porter leurs fruits. 
Hamida Barmaki a également pris clairement position dans le débat actuel concernant la pertinence de la coutume dans le système de justice de l’Afghanistan. Se fiant à son expérience de multiples cas relatifs au droit de l’homme, elle s’est vivement prononcée pour un système moderne de tribunaux à la manière occidentale comme cela avait existé avant la guerre civile afghane et s’est opposée à des propositions de réformes visant à formaliser les institutions et les formes de résolutions de conflits telles que les « jirgas Pachtounes » qui sont connues pour mépriser les droits de l’homme, et particulièrement ceux des femmes et des enfants. 

## Décès et commémoration
Le vendredi 28 janvier 2011 Hamida Barmaki, son époux Dr Massoud Yama (né en 1965) – médecin à l’hôpital Sardar Mohammad Daoud Khan et employé au ministère des Finances et leurs quatre enfants, Narwan Dunia (née en 1997), Wira Sahar (née en 1998), Maghana Nila (née en 2000), Ahmad Bela (né en 2007) ont été tués ensemble lors d’un attentat suicide dans le supermarché « Finest » à Kaboul. Au moins huit autres personnes ont péri dans cet attentat. L’une d’elles était une jeune juge nommée Nadjia, fille de Siddiqullah Sahel, qui la connaissait lors du programme d’entraînement juridique organisé par MPIL (Max Planck Institute) et chapeauté par Hamida Barmaki pour soutenir la Cour Suprême de l’Afghanistan en 2009. Hezb-i-islami (en) aussi bien que les Taliban ont revendiqué cet attentat mais l’assassin aurait pu faire partie du réseau Haqqani ou d’une autre organisation terroriste. L’attaque a été contre toute attente comme de tels incidents arrivaient rarement pendant le week-end afghan. On présume que le meurtrier non identifié avait initialement prévu de tuer un politicien de haut rang et choisi le supermarché au hasard lorsque son premier plan a échoué. Les commentateurs ont critiqué avec virulence le fait que le gouvernement afghan ne s’était pas caché d’être en pourparlers avec les organisations qui ont revendiqué la responsabilité de cet acte d’extrême violence contre la population civile. 
Hamida Barmaki a laissé derrière elle ses parents Rahimuddin et Anissa, quatre sœurs et quatre frères et sa belle-mère, l’ancienne sénatrice connue et membre de la Commission constitutionnelle afghane (d’après l’article 157 AC) Mahbooba Huqoqmal. Plus de deux mille amis et collègues se sont rendus au cimetière Shohada-e-Salalehin lors des funérailles le 29 janvier 2011. Plus de dix mille personnes sont venues se recueillir lors d’une cérémonie mémorielle dans la grande mosquée de Kaboul « Mosquée Id Gah ». 
L’AIHRC a organisé une cérémonie funéraire impressionnante le 1er février 2011. À la mémoire de professeure Barmaki en tant qu’universitaire de dimension internationale la Faculté de droit et des sciences politiques et l’Institut Max Planck (MPIL) vont ensemble créer la Bibliothèque Professeure Hamida Barmaki de droit international et de droit comparé. Les deux projettent d'ériger un mémorial sur le campus de l’Université de Kaboul. 
Immédiatement après son décès, on s’est mis à faire de Hamida Barmaki une « shahid » (martyre). Cependant des voix se sont élevées contre l’emploi de ce terme qui est également utilisé par des organisations terroristes et qui ne reflète pas le caractère pacifique et tolérant de Hamida Barmaki. En tout cas cette discussion entamée autour de sa commémoration traduit à quel point elle est en train de devenir une figure symbolique en Afghanistan. 

## Sélection de publications
- 2008- Law of Obligations (Université de Kaboul, 2008)
- 2007/2008- Causes of Political Instability and Possible Options for its Improvement in Afghanistan (National Centre for Policy Research, Kabul University)
- 2006- Women’s Rights in Islam and Afghanistan's Sstatutes (The Asia Foundation, Kaboul, juin 2006 ).
- 2005- Womens Role in the Reconstruction of Afghanistan, Womens Integration in the Labor Market, Status in Exile and the Development of ICT (thèsis de maîtrise, université de Bologne, Italie).
- 2007- Women’s Political Rights in Islam (article dans le périodique Hoquq de la Faculté de Droit et Sciences Politiques, Kaboul).
- 2006- Reba and the Reasons of its Prevention (article dans le périodique 'Adalat du ministère de la Justice, Kaboul).
- 2006- Individual Contracts (article dans le périodique Hoquq de la Faculté de Droit et Sciences Politiques, Kaboul).
- 2004- Violence against Women (article dans le Human Rights Magazine, Kaboul).
- 2004- Political Idioms of the Constitution and the Agreement of Bonn (National Centre of Policy Research, Université de Kaboul)
- 2004- Polygamy (article, published by Human Rights Magazine, Kabul).
- 2004- Afghan Women’s Political Rights (article dans le Human Rights Magazine, Kaboul).
- 2003- Peaceful Approaches towards Solving Conflicts (article dans le ICRC Magazine, Kaboul).
- 2002- Interpretation of Statutes (thèse académique, publié par l'Université de Kaboul).
- 1993- Womens Role in the Social Reconstruction of Afghanistan (publié dans Afghanistan-i- Fardah).
- 1991- Robbery in Criminal Investigation (academic paper, publié par l'Université de Kaboul).